# Rubén Suñé
Rubén José Suñé (Buenos Aires, 1947. március 7. – Buenos Aires, 2019. június 20.) válogatott argentin labdarúgó, középpályás.

## Pályafutása

### Klubcsapatban
1967 és 1972 között a Boca Juniors, 1973–74-ben a Huracán, 1975-ben az Unión de Santa Fe, 1976 és 1980 között ismét a Boca Juniors, 1981-ben a San Lorenzo labdarúgója volt. A Bocával három, az Huracánnal egy argentin bajnoki címet nyert.

### A válogatottban
1969 és 1971 között hat alkalommal szerepelt az argentin válogatottban.

## Sikerei, díjai
Boca Juniors
- Argentin bajnokság
  - bajnok (3): 1969, 1970, 1976
- Argentin kupa
  - győztes: 1969
- Copa Libertadores
  - győztes (2): 1977, 1978
- Interkontinentális kupa
  - győztes: 1977

 Huracán
- Argentin bajnokság
  - bajnok: 1973